# McKim, Mead and White
McKim, Mead and White était un célèbre cabinet d'architectes qui a été à l'origine de nombreux projets dans l'Est des États-Unis au début du XXe siècle.  Le cabinet était composé de Charles McKim, William Mead et Stanford White.  McKim et White étudièrent avec Henry Hobson Richardson avant de former leur propre entreprise.  Ils faisaient partie des mouvements City Beautiful et des Beaux-Arts.
Quelques réalisations :
- La Boston Public Library, Boston.
- Le Bellevue Hospital, New York
- Le Brooklyn Museum, New York
- Grand Army Plaza, New York
- The Town Hall, New York

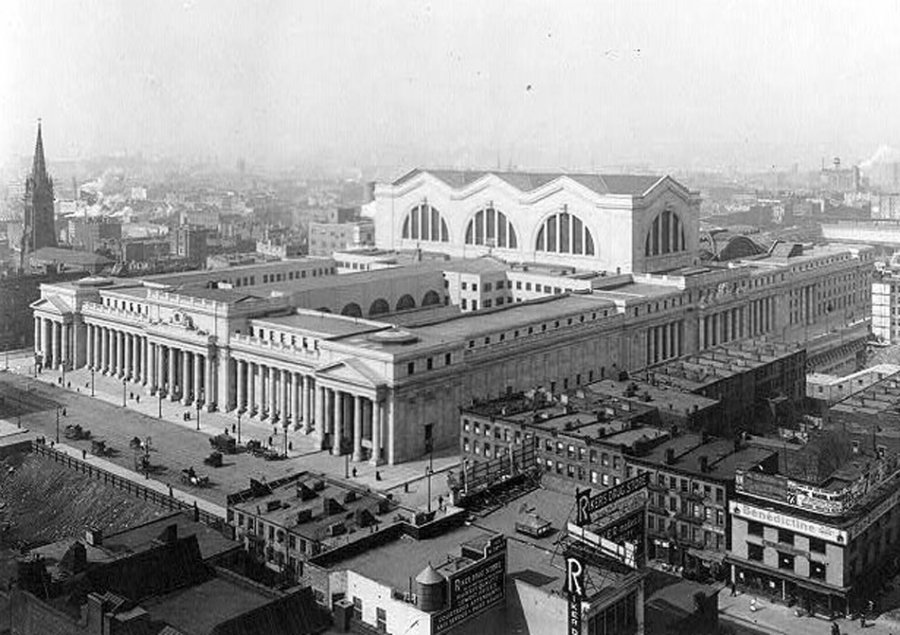
L'ancienne gare Penn Station en 1911, New York

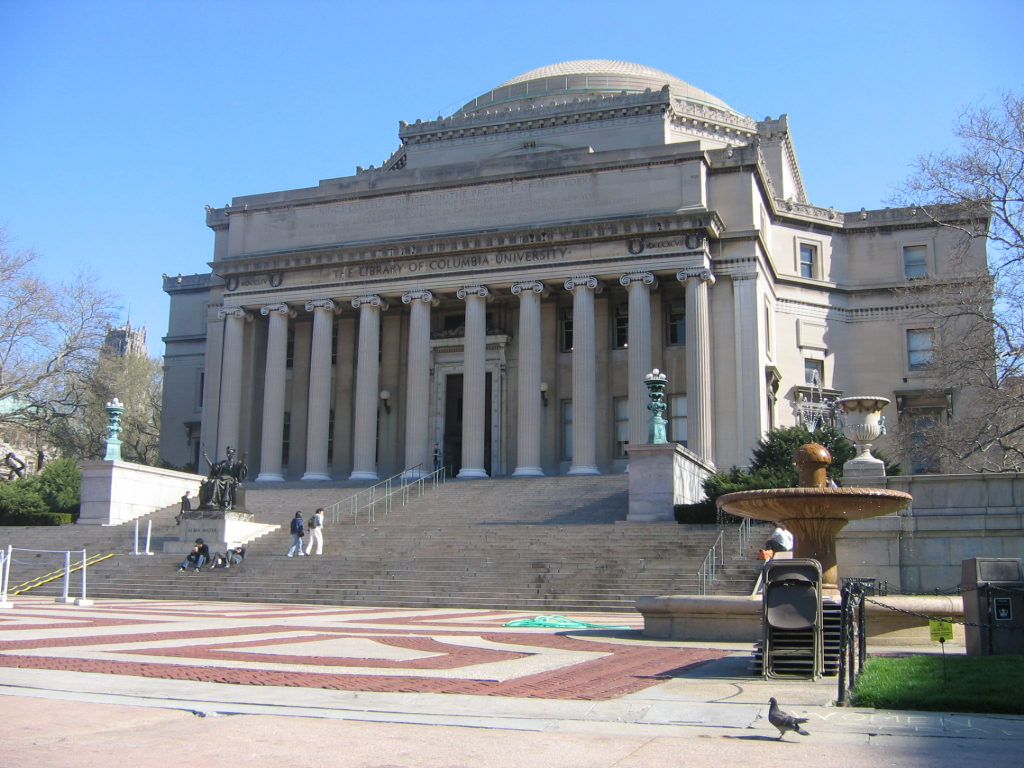
Low Memorial Library, sur le campus de l'université Columbia, 1896, New York

- Hall of Fame for Great Americans, New York
- Manhattan Municipal Building, New York, 1914
- Pierpont Morgan Library, New York
- Pennsylvania Station, New York
- Ritz Carlton Philadelphie, Philadelphie, 1930
- Symphony Hall, Boston
- Washington Arch, New York
- Strivers' Row (139e rue), New York
- Le deuxième Madison Square Garden, New York
- 110 Livingston Street, New York
- Capitole de l'État de Rhode Island, Providence (Rhode Island)
- Pennsylvania Station, Newark (New Jersey)
- Casino de Newport (Rhode Island)
- Racquet and Tennis Club, New York
- Le Century Club, New York
- L'université de Princeton, Princeton (New Jersey)
- American Academy in Rome, 1912-1914, Rome

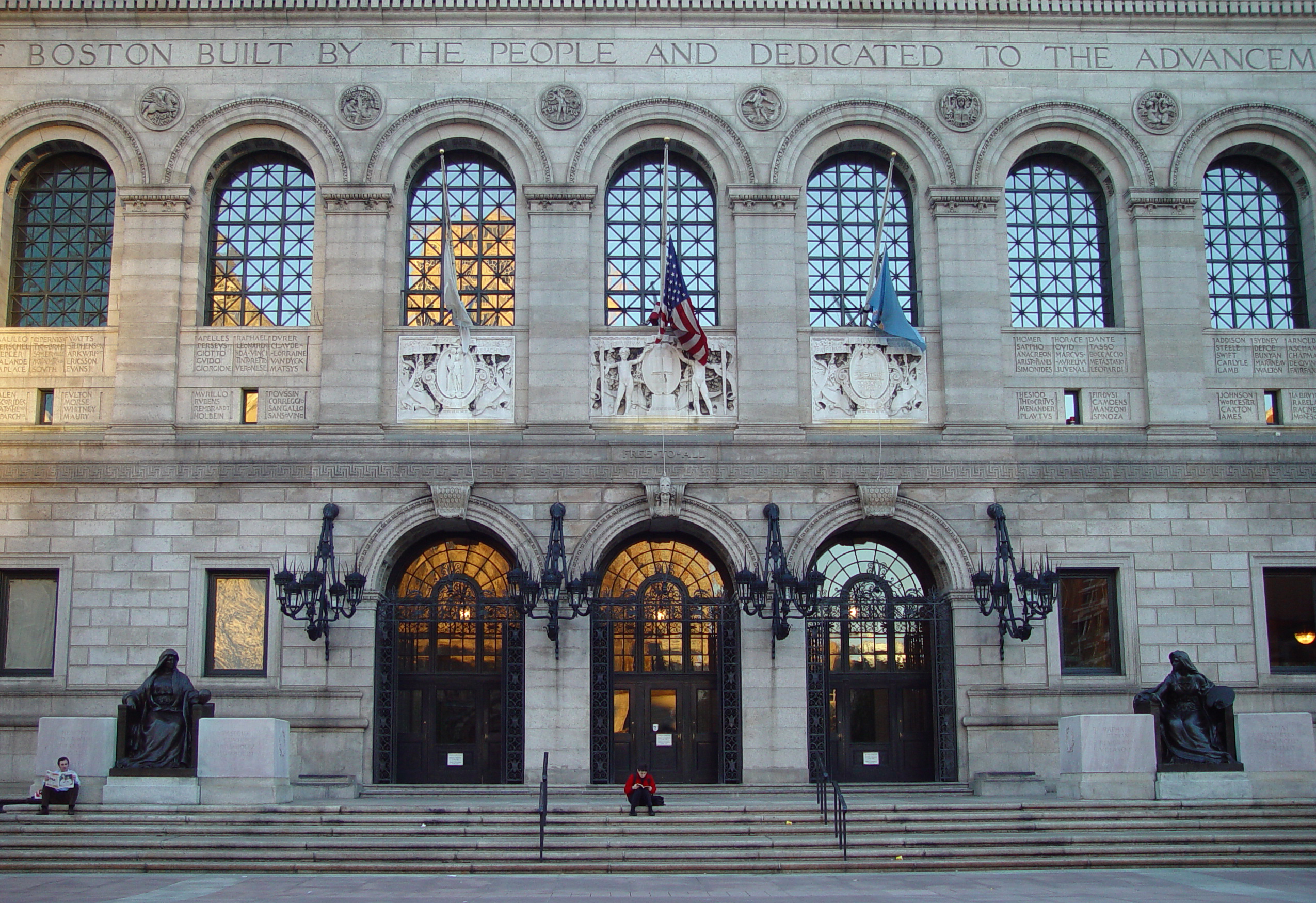
Boston Public Library, œuvre du cabinet McKim, Mead et White